# Giovanni Cornacchia
Giovanni Cornacchia (Pescara, 18 giugno 1939 – Pescara, 22 luglio 2008) è stato un ostacolista e dirigente sportivo italiano.

## Biografia
La carriera agonistica di Giovanni Cornacchia ha spaziato nel corso di tutti gli anni sessanta ottenendo risultati di rilievo in ambito nazionale e internazionale. Dopo aver partecipato alle Olimpiadi di Roma, dove fu eliminato nei quarti di finale, si mise in luce nel 1962 conquistando la medaglia d'argento ai campionati europei di Belgrado e si confermò come ostacolista di altissimo livello internazionale ai Giochi di Tokyo 1964: dopo essere giunto secondo in semifinale ottenne il settimo posto nella finale caratterizzata dalla presenza di altri due atleti italiani (Eddy Ottoz, quarto, e Giorgio Mazza, ottavo).

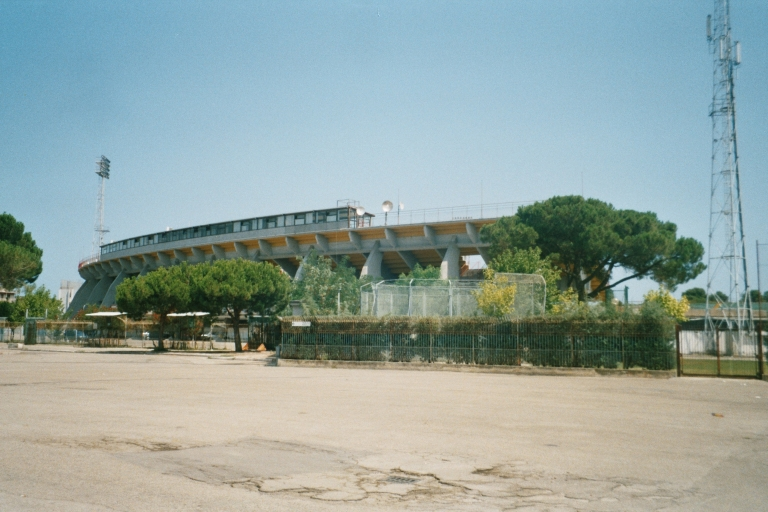
Stadio Adriatico di Pescara, dedicato a Cornacchia

Negli anni seguenti Cornacchia colse altri risultati di prestigio: un secondo posto alle Universiadi del 1965 svoltesi a Budapest, un quinto posto ai campionati europei del 1966, sempre a Budapest, e la vittoria ai Giochi del Mediterraneo del 1967 a Tunisi.
Nel 1968 partecipò alla sua terza olimpiade a Città del Messico finendo eliminato in batteria e chiudendo così la sua attività agonistica internazionale. Al suo palmarès vanno aggiunti tre titoli italiani conquistati negli anni 1960, 1962 e 1964.
Rimasto legato al mondo dell'atletica leggera, fu presidente provinciale del CONI di Pescara e membro del consiglio di amministrazione dei Giochi del Mediterraneo del 2009. Morì per un attacco cardiaco nella sua casa di Pescara all'età di 69 anni. Pochi mesi dopo la sua morte il comune di Pescara gli ha intitolato lo stadio cittadino.

## Palmarès
| Anno | Manifestazione          | Sede     | Evento       | Risultato | Prestazione | Note |
| ---- | ----------------------- | -------- | ------------ | --------- | ----------- | ---- |
| 1962 | Europei                 | Belgrado | 110 ostacoli | Argento   | 14"0        |      |
| 1964 | Olimpiadi               | Tokyo    | 110 ostacoli | 7º        | 14"1        |      |
| 1965 | Universiadi             | Budapest | 110 ostacoli | Argento   | 13"9        |      |
| 1967 | Giochi del Mediterraneo | Tunisi   | 110 ostacoli | Oro       | 14"2        |      |